# Loïs Diony
Loïs Diony (Mont-de-Marsan, 20 de diciembre de 1992) es un futbolista francés que juega de delantero en el Manisa F. K. de la TFF Primera División.

## Trayectoria
Debutó profesionalmente en noviembre de 2012 con el F. C. Nantes en el empate 0-0 ante el Niort.
Luego de pasar seis meses en su club local, el Stade Montois Football, en la cuarta división, fichó por el Dijon F. C. O. en enero de 2014.

### Dijon
En Dijon logró el ascenso del club a la Ligue 1 2015-16. En su primera temporada en la primera categoría, fue el goleador del equipo con 11 goles.

### Saint Étienne
En 2017 fue adquirido por el A. S. Saint-Étienne de la Ligue 1. Sin embargo, no logró anotar en sus primeros 16 encuentros y fue enviado a préstamo en 2018.

### Bristol City
El 25 de enero de 2018 se oficializó su préstamo al Bristol City F. C. de la EFL Championship inglesa, con una opción de compra de 10 millones £. A pesar de ser una contratación prometedora, el delantero no logró anotar en los 7 encuentros que disputó.
El 10 de septiembre de 2020 fichó por el Angers S. C. O. para las siguientes tres temporadas después de ser liberado por el A. S. Saint-Étienne. Tras completar la primera de ellas, en julio de 2021 se marchó cedido al Estrella Roja de Belgrado. Tras este préstamo regresó a Angers y en la campaña 2023-24 fue el máximo goleador del equipo con quince goles. La siguiente solo jugó el primer partido del curso y en febrero de 2025 fue cedido al Bandırmaspor. Tras esta última cesión continuó jugando en Turquía después de fichar por el Manisa F. K. en agosto.

## Estadísticas
Actualizado al último partido disputado el 29 de mayo de 2025.
| Club | Div.          | Temporada     | Liga  | Liga  | Copas nacionales(1) | Copas nacionales(1) | Copas internacionales(2) | Copas internacionales(2) | Total | Total |
| Club | Div.          | Temporada     | Part. | Goles | Part.               | Goles               | Part.                    | Goles                    | Part. | Goles |
| --- | ------------- | ------------- | ----- | ----- | ------------------- | ------------------- | ------------------------ | ------------------------ | ----- | ----- |
| F. C. Nantes II Francia | 5.ª           | 2012-13       | 24    | 7     | —                   | —                   | —                        | —                        | 24    | 7     |
| F. C. Nantes II Francia | Total club    | Total club    | 24    | 7     | 0                   | 0                   | 0                        | 0                        | 24    | 7     |
| F. C. Nantes Francia | 2.ª           | 2012-13       | 1     | 0     | 1                   | 0                   | —                        | —                        | 2     | 0     |
| F. C. Nantes Francia | Total club    | Total club    | 1     | 0     | 1                   | 0                   | 0                        | 0                        | 2     | 0     |
| Stade Montois Francia | 4.ª           | 2013-14       | 13    | 8     | 2                   | 1                   | —                        | —                        | 15    | 9     |
| Stade Montois Francia | Total club    | Total club    | 13    | 8     | 2                   | 1                   | 0                        | 0                        | 15    | 9     |
| Dijon F. C. O. II Francia | 5.ª           | 2013-14       | 4     | 3     | —                   | —                   | —                        | —                        | 4     | 3     |
| Dijon F. C. O. Francia | 2.ª           | 2013-14       | 10    | 3     | —                   | —                   | —                        | —                        | 10    | 3     |
| Dijon F. C. O. Francia | 2.ª           | 2014-15       | 33    | 3     | 3                   | 2                   | —                        | —                        | 36    | 5     |
| Dijon F. C. O. Francia | 2.ª           | 2015-16       | 29    | 11    | 4                   | 3                   | —                        | —                        | 33    | 14    |
| Dijon F. C. O. Francia | 1.ª           | 2016-17       | 35    | 11    | 3                   | 1                   | —                        | —                        | 38    | 12    |
| Dijon F. C. O. Francia | Total club    | Total club    | 107   | 28    | 10                  | 6                   | 0                        | 0                        | 117   | 34    |
| Dijon F. C. O. II Francia | 5.ª           | 2016-17       | 1     | 1     | —                   | —                   | —                        | —                        | 1     | 1     |
| Dijon F. C. O. II Francia | Total club    | Total club    | 5     | 4     | 0                   | 0                   | 0                        | 0                        | 5     | 4     |
| A. S. Saint-Étienne Francia | 1.ª           | 2017-18       | 16    | 0     | 1                   | 0                   | —                        | —                        | 17    | 0     |
| Bristol City F. C. Inglaterra | 2.ª           | 2017-18       | 7     | 0     | —                   | —                   | —                        | —                        | 7     | 0     |
| Bristol City F. C. Inglaterra | Total club    | Total club    | 7     | 0     | 0                   | 0                   | 0                        | 0                        | 7     | 0     |
| A. S. Saint-Étienne Francia | 1.ª           | 2018-19       | 30    | 5     | 2                   | 2                   | —                        | —                        | 32    | 7     |
| A. S. Saint-Étienne Francia | 1.ª           | 2019-20       | 12    | 2     | 3                   | 0                   | 1                        | 0                        | 16    | 2     |
| A. S. Saint-Étienne Francia | Total club    | Total club    | 58    | 7     | 6                   | 2                   | 1                        | 0                        | 65    | 9     |
| A. S. Saint-Étienne II Francia | 4.ª           | 2019-20       | 1     | 0     | —                   | —                   | —                        | —                        | 1     | 0     |
| A. S. Saint-Étienne II Francia | Total club    | Total club    | 1     | 0     | 0                   | 0                   | 0                        | 0                        | 1     | 0     |
| Angers S. C. O. Francia | 1.ª           | 2020-21       | 36    | 5     | 2                   | 0                   | —                        | —                        | 38    | 5     |
| Estrella Roja de Belgrado Serbia | 1.ª           | 2021-22       | 8     | 1     | 0                   | 0                   | 9                        | 2                        | 17    | 3     |
| Estrella Roja de Belgrado Serbia | Total club    | Total club    | 8     | 1     | 0                   | 0                   | 9                        | 2                        | 17    | 3     |
| Angers S. C. O. Francia | 1.ª           | 2022-23       | 11    | 1     | 0                   | 0                   | —                        | —                        | 11    | 1     |
| Angers S. C. O. Francia | 2.ª           | 2023-24       | 35    | 15    | 2                   | 1                   | —                        | —                        | 37    | 16    |
| Angers S. C. O. Francia | 1.ª           | 2024-25       | 1     | 0     | 0                   | 0                   | ―                        | ―                        | 1     | 0     |
| Angers S. C. O. Francia | Total club    | Total club    | 83    | 21    | 4                   | 1                   | 0                        | 0                        | 87    | 22    |
| Angers S. C. O. II Francia | 5.ª           | 2024-25       | 10    | 5     | ―                   | ―                   | ―                        | ―                        | 10    | 5     |
| Angers S. C. O. II Francia | Total club    | Total club    | 10    | 5     | 0                   | 0                   | 0                        | 0                        | 10    | 5     |
| Bandırmaspor Turquía | 2.ª           | 2024-25       | 20    | 6     | ―                   | ―                   | ―                        | ―                        | 20    | 6     |
| Bandırmaspor Turquía | Total club    | Total club    | 20    | 6     | 0                   | 0                   | 0                        | 0                        | 20    | 6     |
| Manisa F. K. Turquía | 2.ª           | 2025-26       | 0     | 0     | 0                   | 0                   | ―                        | ―                        | 0     | 0     |
| Manisa F. K. Turquía | Total club    | Total club    | 0     | 0     | 0                   | 0                   | 0                        | 0                        | 0     | 0     |
| Total carrera | Total carrera | Total carrera | 337   | 87    | 23                  | 10                  | 10                       | 2                        | 370   | 99    |
| (1) Incluye datos de la Copa de Francia y la Copa de la Liga de Francia. (2) Incluye datos de la Liga de Campeones de la UEFA y la Liga Europa de la UEFA. |               |               |       |       |                     |                     |                          |                          |       |       |

## Palmarés

### Títulos nacionales
| Título              | Club                      | País   | Año  |
| ------------------- | ------------------------- | ------ | ---- |
| Superliga de Serbia | Estrella Roja de Belgrado | Serbia | 2022 |
| Copa de Serbia      | Estrella Roja de Belgrado | Serbia | 2022 |